# Ngandong 7
Ngandong 7 è il fossile di un cranio di un ominide della specie homo erectus scoperto a Ngandong sull'isola di Giava in Indonesia nel 1932 da Gustav H. R. von Koenigswald.

## Descrizione
Il fossile catalogato come Ngandong 7 fu scoperto vicino al villaggio di Ngandong, lungo il fiume Solo sull'isola di Giava. Inizialmente classificato come Homo soloensis, successivamente fu classificato come Homo erectus, e l'Homo soloensis fu indicato come una sua sottospecie.
La corretta classificazione dei reperti ritrovati lungo le sponde del fiume è stata complicata dalle complicate circostanze della scoperta, tanto che il fossile inizialmente classificato come Ngandong Ngandong VI fu riclassificato come  Ngandong 7 solo nel 1975. Il fossile, tra i meglio conservati ritrovati nel sito, presentava diverse fratture ossee.